# Lanfièra (Lanfièra)
Pour les articles homonymes, voir Lanfiéra.
Lanfièra est une commune située dans le département de Lanfièra, dont elle est le chef-lieu, de la province du Sourou dans la région de la Boucle du Mouhoun au Burkina Faso.

## Géographie
La ville se trouve en bordure de la zone marécageuse de la rivière Sourou.

## Éducation et santé
La commune accueille un centre médical.